# Afreumenes melanosoma
Afreumenes melanosoma är en stekelart som först beskrevs av Henri Saussure 1852.  Afreumenes melanosoma ingår i släktet Afreumenes och familjen Eumenidae.

## Underarter
Arten delas in i följande underarter:
- A. m. ealensis
- A. m. yemenensis